# 영등포구

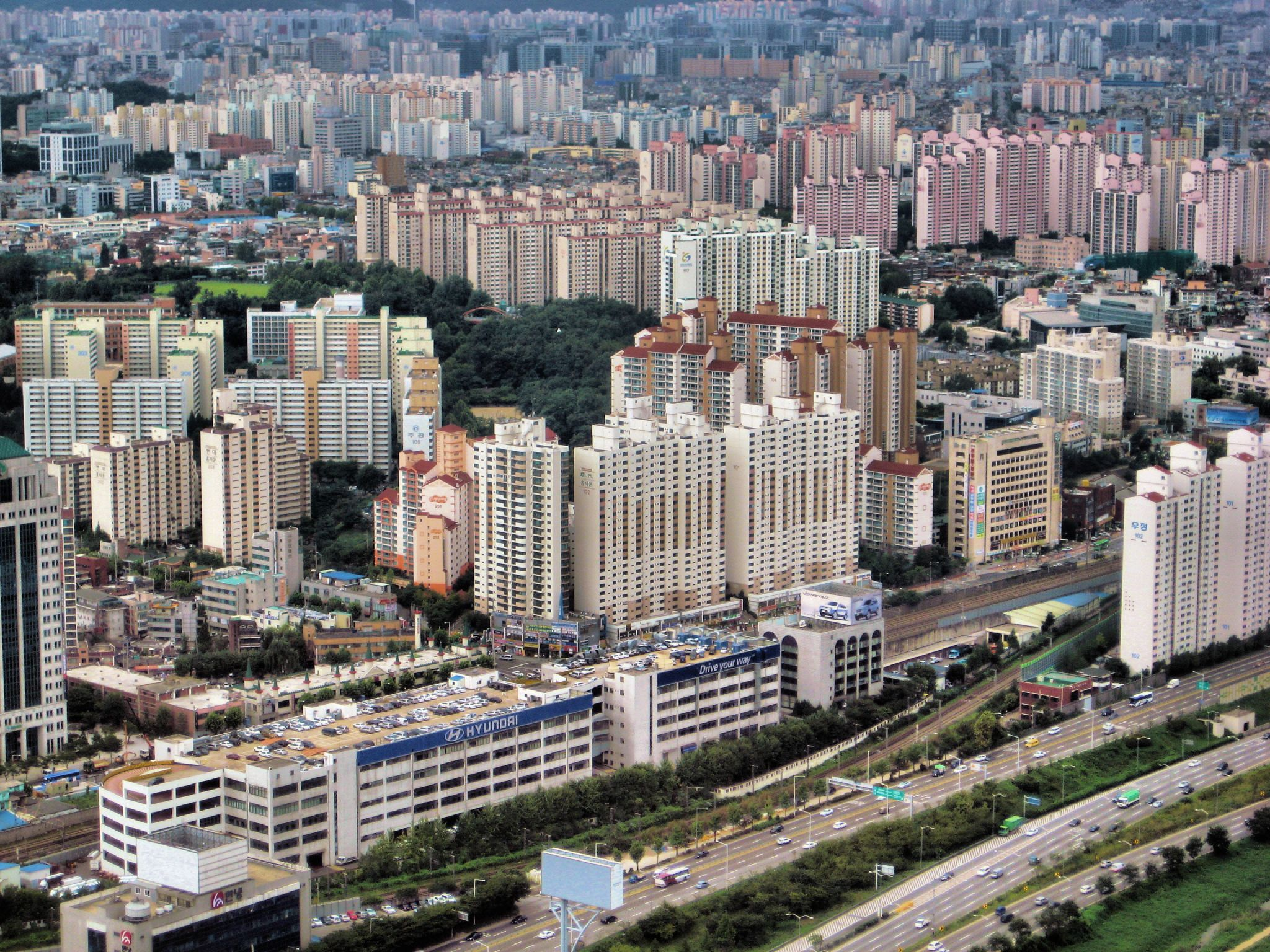
농심 본사 사옥과 현대자동차 남부사업소, 한냉 사옥 주위에 둘러싸인 영등포구에 세워진 각종 아파트 단지들이 즐비하게 모여 있다.

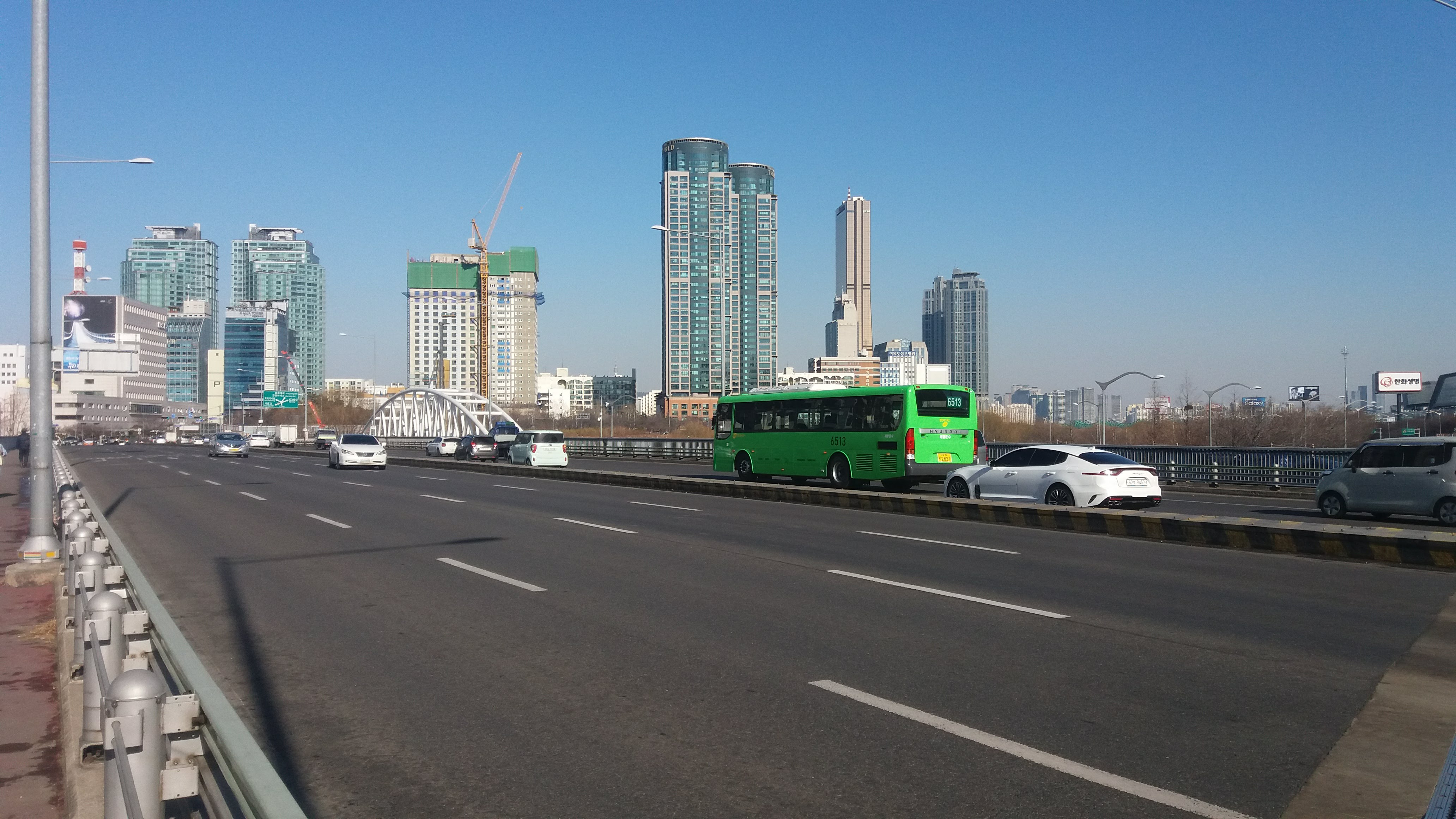
여의교 주변의 모습으로 해당 도로는 올림픽대로로 추정된다. 멀리서 보이는 것은 63빌딩과 여러 아파트 단지들이 위치하고 있다.

영등포구(永登浦區)는 대한민국 서울특별시 남서부에 있는 구이다.
면적은 24.37km2로 서울시 면적의 약 4%에 해당한다. 여의동이 가장 넓으며, 전체 영등포구 면적의 34%를 차지한다. 16만 세대가 살고 있으며 710통 5,131반으로 구성되어 있다. 서쪽으로는 강서구와 양천구, 남서쪽으로는 구로구, 동쪽으로는 동작구, 북쪽으로는 한강을 경계로 마포구, 용산구와 접해있다. 한강과 안양천 그리고 안양천과 도림천, 대방천이 합류하는 지점으로 대부분의 지역이 낮은 평지 형태를 취하고 있다.
서울 서남권의 중심지로서, 서울과 수원, 안양, 부천 등 수도권 서남부 지역을 연결하는 수도권 서남부 최대 거점도시 역할을 하고 있다. 영등포는 한강 이남 지역 중에서 처음으로 서울에 편입된 지역이다. 특히 영등포역은 도심과 외곽지역을 연결하는 교통의 요충지 역할을 하고 있다. 예산 규모는 약 2,000억원 정도다.

## 명칭 유래
기록상으로는 1789년 조선 정조 13년 《호구총수》라는 통계자료가 경기도 금천현조에서 최초로 발견되었는데, 영등포란 나루터는 지금의 한강성심병원 건너편 여의도샛강변에서 여의도의 사라진 옛 '양말산'을 오가며, 한강밤섬과 마포를 연결하는 소규모 나루터였다. 현재의 영등포란 명칭의 유래로는 음력 2월 1일(초하루)를 영등일(靈登日)로 하여, 보름까지 여의도샛강변에서 성행된 영등굿과 관계되어 변형표기된 것으로 추정되는 "永登(영등)"과 물가에 있는 마을을 뜻하는 "浦(포)"를 합친 말에서 유래된 것으로 보는 것이 일반적이다. 또 다른 견해에 의하면 현재의 영등포역 주변으로 추측되는 소머리제(牛頭峴(우두현))가 있어,「 멀리 동쪽으로 왕성(王城)을 바라볼 수 있어 궁궐을 사모하는 사람이 의례히 이 재에 오른다」에서 영등포(永登浦)가 연유된 것으로 보는 견해도 있다.

## 역사
- 1936년 4월 1일 경기도 시흥군 영등포읍과 북면 일부(신길리, 번대방리 일부(현 대방동), 도림리 일부(현 도림동), 노량진리, 상도리, 본동리, 흑석리, 동작리), 고양군 용강면이 경성부에 편입되어, 옛 시흥군 영등포읍과 북면 일부와 고양군 용강면 여율리(현 여의도동)에 영등포출장소를 설치했다.
- 1943년 6월 10일 출장소를 대체하여, 경기도 경성부 영등포구역소가 설치되었다.[7] 양화정에 영등포구역소가 있었다. (관할구역: 당산정·영등포정·여의도정·도림정·신길정·양화정·양평정·본동정·노량진정·상도정·흑석정·동작정)
- 1946년 서울시 영등포구로 명칭이 변경되었다. 이 때의 관할 구역은 당산동, 사옥동(현재의 문래동), 신길동, 양평동, 양화동, 영등포동, 도림동, 여의도동, 노량진동, 상도동, 본동, 흑석동, 동작동으로서 현재의 영등포구의 관할 구역과 대체로 일치한다. 구역소는 구청으로, 구장은 구청장으로, "정"은 "동"으로 개칭하였다.
- 1949년 8월 13일 서울시 행정구역 확장에 따라 경기도 시흥군 동면 구로리(현 구로구 구로동), 도림리(현 구로구 신도림동, 영등포구 대림동), 번대방리(현 동작구 신대방동)가 편입되었다.[8] 이때 편입된 도림리는 "신도림리"라 하였다.
- 1962년 12월 12일 시흥군 동면 일부·신동면, 부천군 소사읍 일부·오정면 일부, 김포군 양서면·양동면을 영등포구에 편입하였다.[9]
- 1963년 1월 1일 편입지역을 관할하는 5개 출장소(관악·신동·오류·양서·양동)를 설치하였다.[10]
- 1967년 오류출장소·양동출장소·관악출장소를 폐지하고 구직할로 둠.
- 1973년 7월 1일 노량진동·상도동·상도1동·봉천동·본동·흑석동·동작동·사당동·대방동·신대방동·방배동·신림동이 관악구로 편입되었다.[11]
- 1973년 신동출장소 관할 양재, 남성, 서초, 잠원동이 신설된 서울시 성동구 직할 영동출장소 이속,
- 서울 도심 재개발이 한창이었던 1970년대 많은 이주민들이 현재의 양천구 지역에서 무허가 판자촌을 형성하며 거주하게 되었다.
- 1975년 가리봉동을 독산동과 가리봉동으로 분동하였다.
- 1977년 9월 1일 강서구 설치[12]
- 1977년 가리봉동이 가리봉1·2동으로 나누어짐
- 1980년 4월 1일 아래 도표와 같이 일부 행정구역이 구로구로 분리되었다.[13] (21행정동) 이와 동시에 법정동 신도림동 중 영등포구 잔류지역(도림천 이북)은 대림동으로 개칭되었다.
- 1980년 7월 1일 대림1·2동 각 일부를 대림3동으로 분동하였다.[14] (22행정동)
- 2008년 9월 1일 영등포1동·신길2동이 영등포본동으로, 영등포2·3동이 영등포동으로, 도림1·2동이 도림동으로, 문래1·2동이 문래동으로 합동되었다.[15] (18행정동)

### 1936년 경성부 편입
지금의 영등포구(대림동 제외) 일대와 동작구 지역(신대방동, 사당동 제외)은 한강 이남 지역 중에서 가장 먼저 서울(경성부)에 편입된 지역으로, 경인선 권역(현재의 금천구, 구로구, 관악구, 강서구, 양천구, 광명시, 부천시, 계양구, 부평구, 서구 일대)의 경성부 추가 편입을 염두에 두어 영등포의 경성부 편입이 이루어졌다.
1936년 경성부 편입 이전에도 영등포 지역에서의 경성부 편입 추진이 있었으나 한강대홍수 사태 등으로 무산된 적이 있다. 1930년대 초반에 영등포 지역은 자족적인 신생공업도시로서의 기반을 다지고 있던 시기였고, 일본인 유지들이 경성부 편입에 반대했으나 조선총독부의 대경성계획 정책에 따라 경성부 편입이 단행되었다. 이전까지 여의도는 강북 지역과 한 행정구역이었으나, 이때 영등포 지역으로 편입했다. 당시 여의도 지역은 여의도공항을 제외하면 개발이 되지 않은 곳이었다.

## 지리
서울특별시 한강 이남 서부에 위치해 있으며 동쪽으로는 동작구, 서쪽으로는 양천구, 남서쪽으로 구로구, 북쪽으로는 관할인 여의도를 사이에 두고 마포구, 용산구와 마주하고 있다.

## 행정 구역

행정구역도

영등포구의 행정 구역은 34개동 574통 4,828반으로 구성되어 있다. 영등포구의 면적은 24.56㎢이며, 2013년 12월 31일을 기준으로 인구는 377,200명, 167,863세대이다.
| 행정동     | 한자       | 면적 (㎢) | 세대    | 인구 (명) |
| ---------- | ---------- | --------- | ------- | --------- |
| 영등포본동 | 永登浦本洞 | 1.02      | 10,424  | 23,487    |
| 영등포동   | 永登浦洞   | 1.26      | 12,518  | 19,867    |
| 여의동     | 汝矣洞     | 8.40      | 12,586  | 33,698    |
| 당산제1동  | 堂山第1洞  | 0.75      | 9,747   | 20,917    |
| 당산제2동  | 堂山第2洞  | 1.55      | 16,538  | 36,176    |
| 문래동     | 文來洞     | 1.49      | 12,477  | 32,758    |
| 양평제1동  | 楊坪第1洞  | 0.88      | 7,380   | 17,656    |
| 양평제2동  | 楊坪第2洞  | 3.00      | 8,800   | 22,514    |
| 신길제1동  | 新吉第1洞  | 0.66      | 9,953   | 23,813    |
| 신길제3동  | 新吉第3洞  | 0.48      | 6,976   | 17,786    |
| 신길제4동  | 新吉第4洞  | 0.35      | 5,554   | 13,946    |
| 신길제5동  | 新吉第5洞  | 0.47      | 7,100   | 19,728    |
| 신길제6동  | 新吉第6洞  | 0.68      | 9,610   | 24,791    |
| 신길제7동  | 新吉第7洞  | 0.64      | 5,966   | 15,864    |
| 대림제1동  | 大林第1洞  | 0.49      | 7,281   | 19,998    |
| 대림제2동  | 大林第2洞  | 0.55      | 8,039   | 25,417    |
| 대림제3동  | 大林第3洞  | 1.00      | 11,550  | 31,881    |
| 도림동     | 道林洞     | 0.89      | 8,924   | 21,841    |
| 영등포구   | 永登浦區   | 24.56     | 167,863 | 377,200   |

## 인구
서울특별시 영등포구의 연도별 인구(내국인) 추이
| 연도   | 총인구      |  |
| ------ | ----------- |  |
| 1966년 | 675,193명   |  |
| 1970년 | 1,203,002명 |  |
| 1975년 | 1,050,035명 |  |
| 1980년 | 431,291명   |  |
| 1985년 | 445,941명   |  |
| 1990년 | 469,862명   |  |
| 1995년 | 413,473명   |  |
| 2000년 | 387,404명   |  |
| 2005년 | 392,507명   |  |
| 2010년 | 374,543명   |  |
| 2015년 | 406,528명   |  |

## 교육 기관

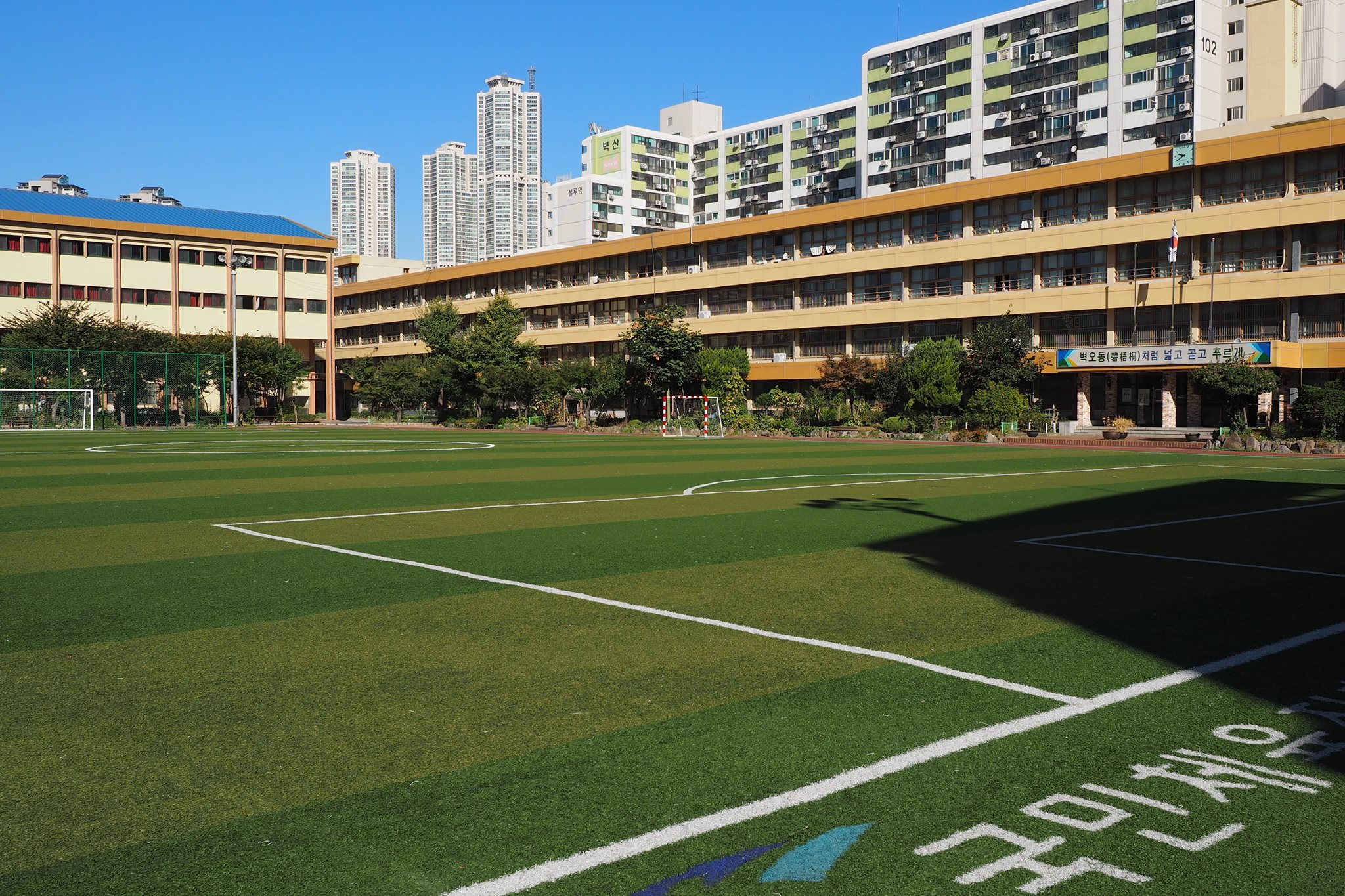
관악고등학교 전경. 주변에는 벽산아파트가 마주하고 있다.

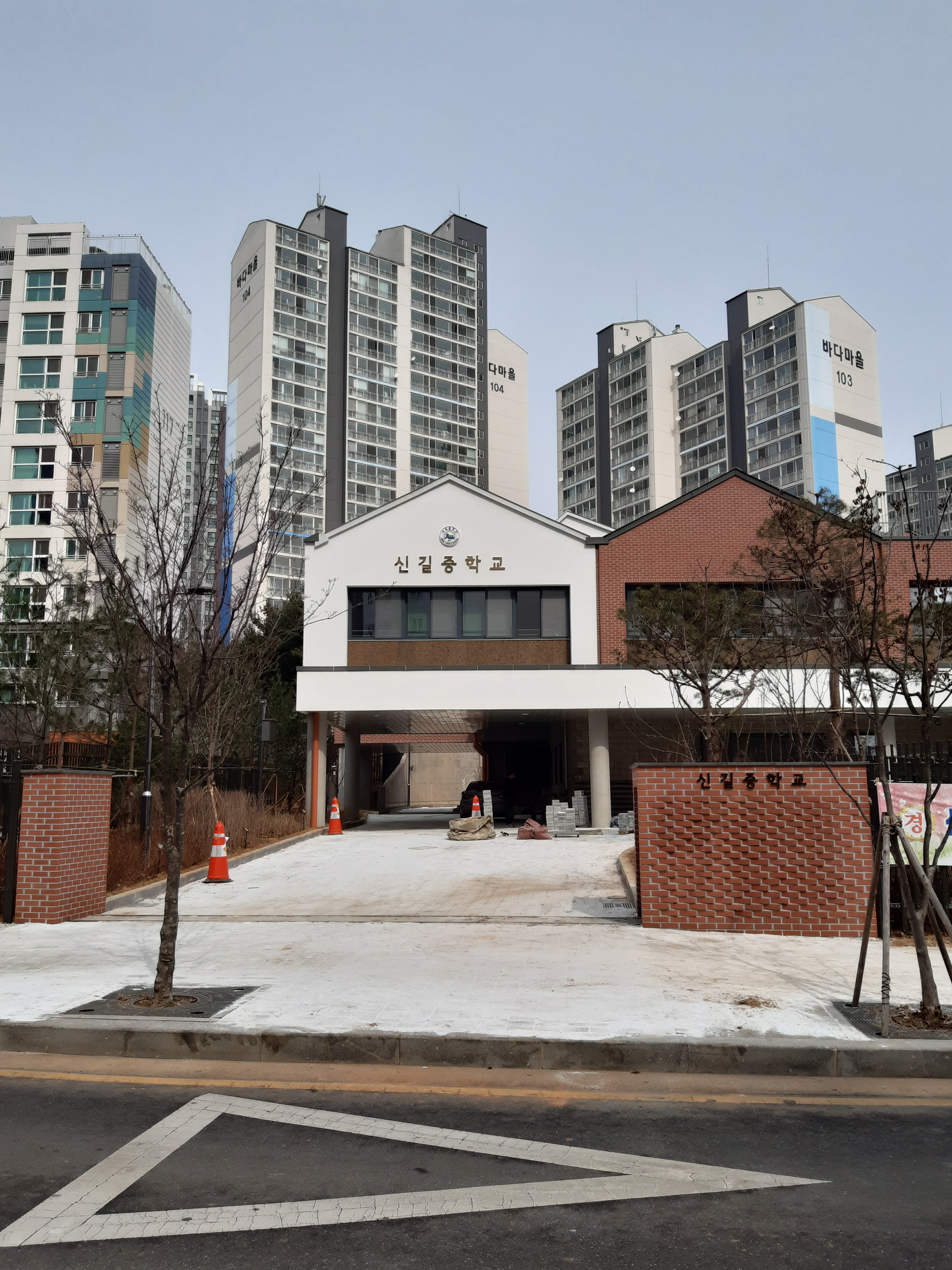
2021년 신길중학교

- 대학원대학교

|  | - 서울사회복지대학원대학교 | - 베뢰아국제대학원대학교 |

- 고등학교

|  | - 장훈고등학교 - 한강미디어고등학교 - 선유고등학교 | - 영등포여자고등학교 - 영신고등학교 - 여의도여자고등학교 | - 여의도고등학교 - 대영고등학교 - 관악고등학교 |

- 중학교

|  | - 당산서중학교 - 당산중학교 - 대림중학교 - 대영중학교 | - 문래중학교 - 선유중학교 - 신길중학교 - 양화중학교 | - 여의도중학교 - 영남중학교 - 영원중학교 - 윤중중학교 |

- 초등학교

|  | - 서울당산초등학교 - 서울당서초등학교 - 서울당중초등학교 - 서울대길초등학교 - 서울대동초등학교 - 서울대방초등학교 - 서울대영초등학교 - 서울도림초등학교 - 서울도신초등학교 - 서울문래초등학교 - 서울선유초등학교 - 서울신대림초등학교 - 서울신영초등학교 - 서울여의도초등학교 - 서울영동초등학교 - 서울영등포초등학교 - 서울영림초등학교 - 서울영문초등학교 - 서울영신초등학교 - 서울영원초등학교 - 서울영중초등학교 - 서울우신초등학교 - 서울윤중초등학교 |

## 문화·관광

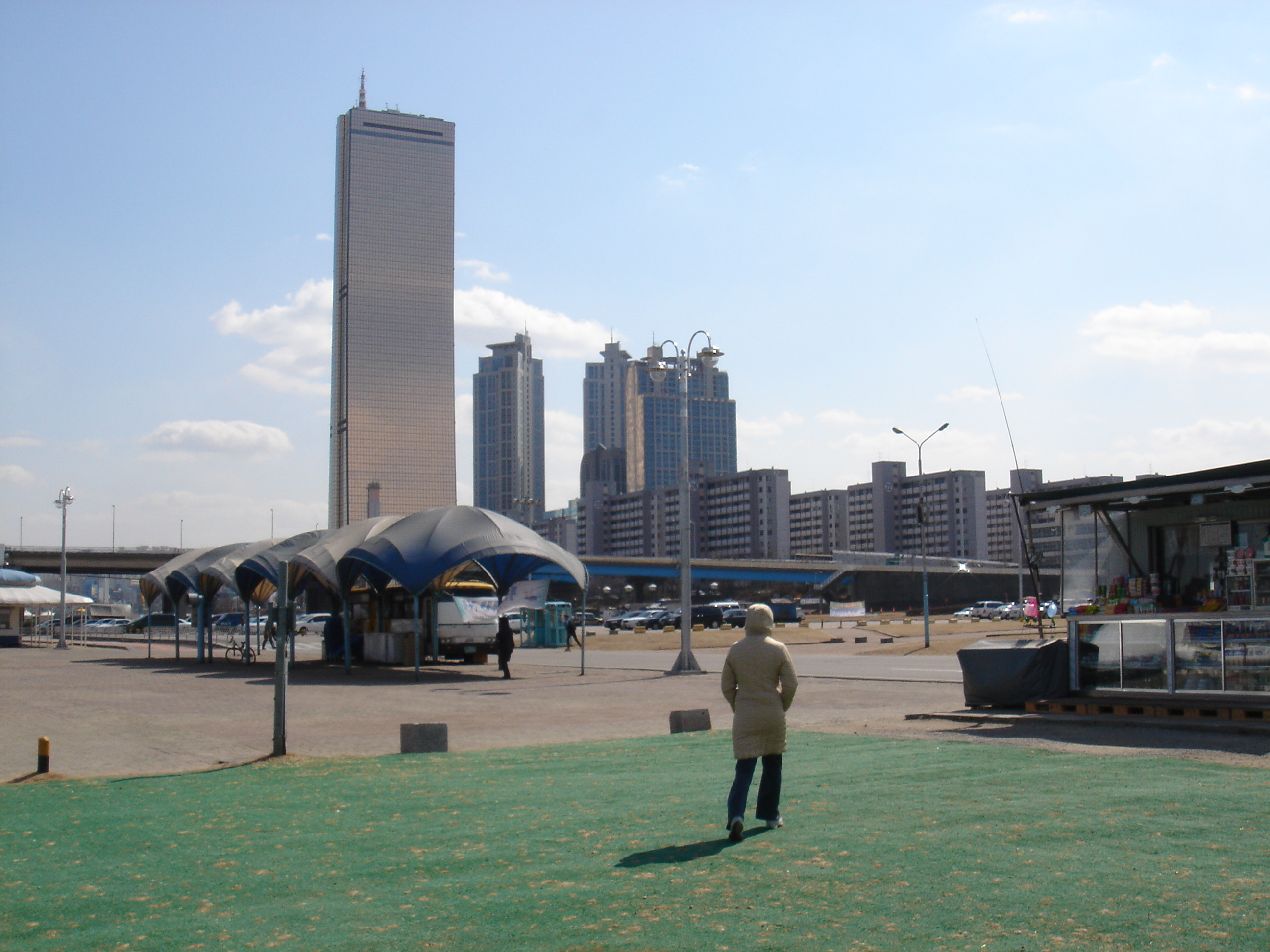
여의도 63빌딩

- 여의도 - 한국의 맨하탄으로 불리는 여의도는 정치, 금융기관, 기업체, 아파트, 언론기관이 밀집되어 있다.
- 여의도공원 - 여의도공원은 자연생태의 숲, 그늘아래문화마당, 구룡형잔디마당, 한국 전통의 숲 등 주변의 명소는 KBS, 머니투데이방송, 증권선물거래소, 증권가, LG트윈타워, 앙카라공원, 기업체 등이 있다.
- 63빌딩 - 여의도에 위치한 고층 빌딩으로 전망대, 영화관 등이 설치되어 있다.
- 국회의사당 - 1975년 준공되어 국회의사당, 국회도서관, 의원회관, 헌정기념관으로 구분되며 입법 기관이다.
- 영등포공원 - 영등포공원은 OB맥주공장터에 조성된 공원으로서 영등포역 뒤편의 휴식, 운동공간으로 사용되는 곳이다.

## 주요 기관

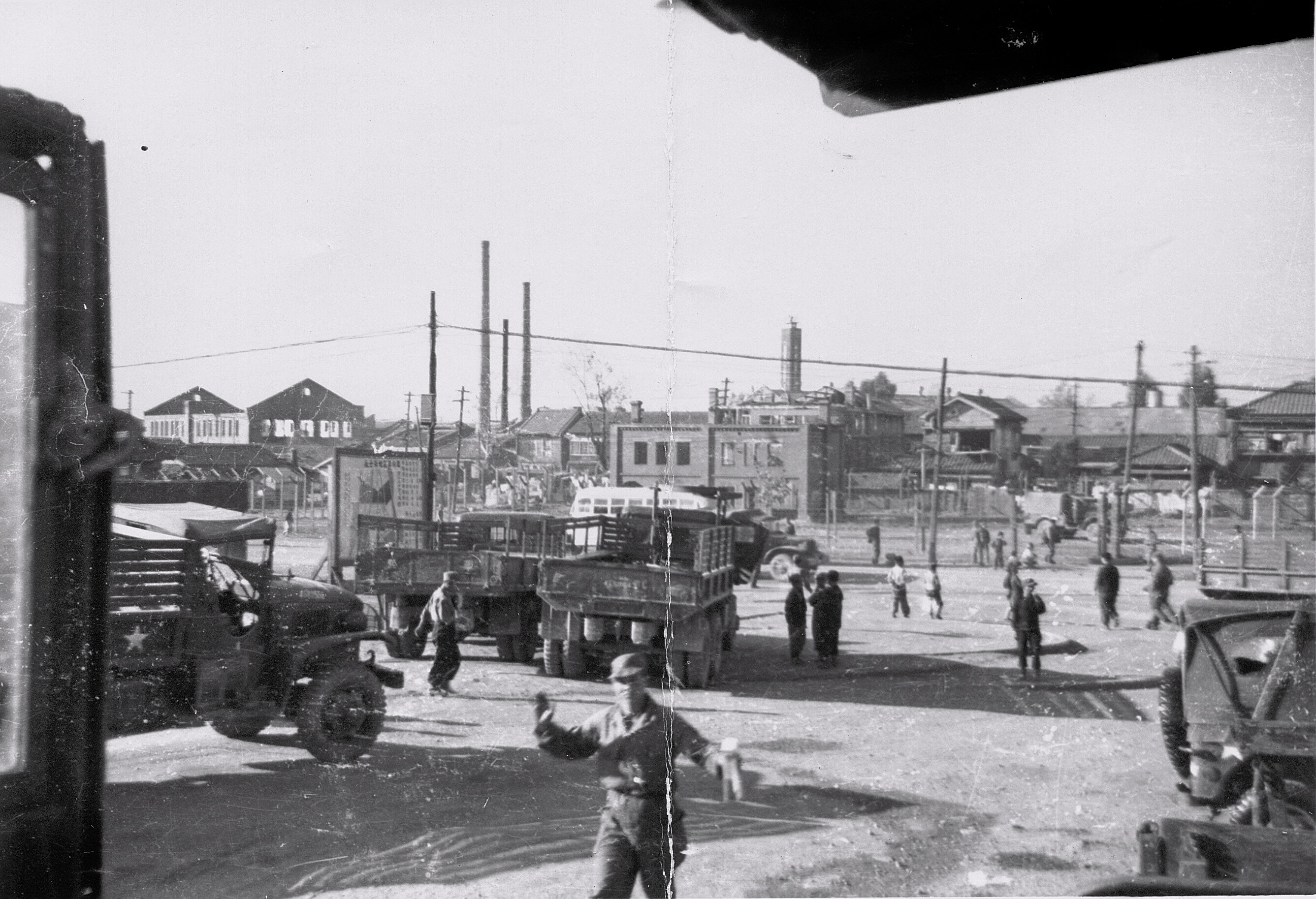
영등포우체국 부근(1953년)

헌법기관
- 국회의사당

의료기관
- 한림대학교한강성심병원
- 한림대학교 강남성심병원
- 한림대학교 의료원(학교법인일송학원)
- 가톨릭대학교 여의도성모병원

우체국
- 여의도우체국
- 서울영등포우체국

소방서
- 서울영등포소방서

경찰서
- 서울영등포경찰서

언론사
- 한국방송공사(KBS)

## 상업시설

### 백화점, 쇼핑몰
- 롯데백화점 영등포점 (경인로 846)(영등포동)
- 타임스퀘어 (영중로 15)(영등포동 4가)
- 신세계백화점 영등포점 (영중로 9)(영등포동 4가)
- IFC몰 (국제금융로 10)(여의도동)
- 더 현대 서울 (여의대로 108)(여의도동)

### 대형마트,창고형마트
- 이마트 영등포점 (영중로 15)(영등포동 4가)
- 홈플러스 영등포점 (당산로 42)(문래동)
- 롯데마트 양평점 (선유로 138)(양평동 3가)
- 롯데마트 빅마켓 영등포점 (영중로 125)(영등포동 8가)
- 코스트코 양평점 (선유로156)(양평동 3가)

### 영화관
- CGV 영등포 (영중로 15)(영등포동 4가)
- CGV 여의도 (국제금융로 10)(여의도동)

- 롯데시네마 영등포 (경인로 846)(영등포동)

## 교통

### 철도
- 한국철도공사
  - 경부선 (● 수도권 전철 1호선)
(동작구) ← 대방역 - 신길역 - 영등포역 → (구로구)
- 서울교통공사
  - ● 서울 지하철 2호선
(구로구) ← 문래역 - 영등포구청역 - 당산역 → (마포구)
  - ● 수도권 전철 5호선
(양천구) ← 양평역 - 영등포구청역 - 영등포시장역 - 신길역 - 여의도역 - 여의나루역 → (마포구)
  - ● 서울 지하철 7호선
(구로구) ← 대림역 - 신풍역 - (동작구)
- 서울시메트로9호선 주식회사
  - ● 서울 지하철 9호선
(양천구) ← 선유도역 - 당산역 - 국회의사당역 - 여의도역 - 샛강역 → (동작구)
- 남서울경전철 주식회사
  - ● 서울 경전철 신림선
샛강역 - 대방역 - 서울지방병무청역 - (동작구)

## 자매 도시
| 국가           | 도시     | 도시          | 날 짜            |
| -------------- | -------- | ------------- | ---------------- |
| 대한민국       | 경상남도 | 고성군        | 1995년 9월 14일  |
| 대한민국       | 전라남도 | 영암군        | 1995년 10월 17일 |
| 대한민국       | 충청남도 | 청양군        | 1995년 10월 24일 |
| 대한민국       | 충청북도 | 충주시        | 2015년 7월 28일  |
| 일본           | 오사카부 | 기시와다시    | 2002년 10월 31일 |
| 중화인민공화국 | 베이징시 | 먼터우거우구  | 1995년 4월 21일  |
| 미국           |          | 몬테레이 파크 | 2007년 10월 30일 |

## 같이 보기
- 대한민국의 지리
- 서울특별시